# James Avery
James La Rue Avery (Suffolk, Virginia, 27 de noviembre de 1945-Glendale, California, 31 de diciembre de 2013) fue un actor de cine y televisión estadounidense. Fue más conocido por su personaje de abogado (más tarde juez) Philip Banks en el programa de televisión The Fresh Prince of Bel-Air, en el cual el protagonista, Will Smith, lo llamaba cariñosamente "tío Phil". Este personaje se clasificó trigésimo cuarto en la lista de TV Guide de "Los 50 mejores papás de televisión de todos los tiempos". También puso su voz al personaje de Shredder en la versión original de la serie Tortugas Ninja.

## Biografía

### Primeros años
Avery nació en 1945 en Pughsville, Hampton Roads, Virginia y creció en Atlantic City, Nueva Jersey.
En su juventud se unió a la Marina de los Estados Unidos poco después de graduarse de la escuela secundaria y sirvió en la guerra de Vietnam de 1968 a 1969. Después de dejar la Marina él se mudó a San Diego, California, y comenzó a escribir guiones de televisión y poesía para la PBS. Ganó un premio Emmy por su producción durante su trabajo en PBS y se le otorgó una beca para la Universidad de California, San Diego. Obtuvo el bachillerato  la licenciatura en Artes con mención en Teatro y Literatura en 1976.

### Carrera
Además de su fama en sitcoms, prestó voz para muchas series de animación, principalmente en la serie de 1987 Las Tortugas Ninja (como la voz del villano Shredder) y James Rhodes en la década de los 90 en Iron Man, la serie. Fue uno de los protagonistas de la serie Going Places, de PBS. Asimismo, apareció como estrella invitada en la comedia That 70´s Show. En 2000, fue invitado estrella en el episodio "Cielos poco amistosos" de CSI como Preston, un testigo ciego de un asesinato en un vuelo, que asiste a un juicio atestiguando lo que él escuchó a bordo. Avery apareció en Los Ángeles Country como el Dr. Crippen. En 2004, fue invitado estrella de la serie de televisión That's So Raven, donde desempeñó el papel de un empresario.

### Vida personal
Barbara, la esposa de Avery, con quien se casó en 1988, era la Decano estudiantil del Colegio Occidental de California. James Avery tenía un hijastro y dos hijos adoptivos. Frecuentemente, era confundido por otros colegas como Suge Knight o Reginald VelJohnson y viceversa, una broma que surgió en episodios de la serie Cosas de casa, así como en El Príncipe de Bel-Air.

### Fallecimiento
James Avery falleció a la edad de 68 años el 31 de diciembre de 2013 a consecuencia de complicaciones tras una operación a corazón abierto, a la que fue sometido en un hospital de Los Ángeles. Su cuerpo fue incinerado y sus cenizas las mantiene su familia.
A su muerte, el también actor de la serie The Fresh Prince of Bel-Air, Alfonso Ribeiro (Carlton Banks) dijo: «El mundo ha perdido a un hombre muy especial. Me entristece decir que James Avery ha fallecido. A pesar de que fue mi padre ficticio en la televisión, era una figura paterna maravillosa para mí en la vida. Lo extrañaremos profundamente».
Por su parte, Tatyana Ali dijo: «James fue mi maestro, mi protector, y un magnífico actor. Estamos sintiendo una pérdida muy profunda. Él siempre será parte de mí».
Ross Bagley (quien interpretó al pequeño Nick en la serie) también tuvo emotivas palabras en recuerdo al actor fallecido, al igual que Jada Pinkett-Smith, esposa del que fuera protagonista principal de la misma (Will Smith), del que se dijo que estaba «devastado» tras conocer la noticia.

## Filmografía

### Cine
| Año  | Título                                    | Rol                        | Notas                 |
| ---- | ----------------------------------------- | -------------------------- | --------------------- |
| 1985 | Appointment With Fear                     | Connors                    |                       |
| 1985 | Fletch                                    | Detective #2               |                       |
| 1986 | Extremities                               | Guardia de seguridad       |                       |
| 1986 | Stoogemania                               | Gulch                      |                       |
| 1986 | The Ladies Club                           | Joe                        |                       |
| 1986 | 8 Million Ways to Die                     | Fiscal de distrito adjunto |                       |
| 1986 | Fist of the North Star                    | Fang                       |                       |
| 1987 | Nightflyers                               | Darryl                     |                       |
| 1987 | Three for the Road                        | Clarence                   |                       |
| 1987 | Deadly Daphne's Revenge                   | Detective                  |                       |
| 1987 | Jake's M.O.                               | Abel Barnes                |                       |
| 1987 | Body Count                                |                            |                       |
| 1988 | License to Drive                          | Examinador                 |                       |
| 1991 | The Linguini Incident                     | Phil                       |                       |
| 1991 | Shout                                     | Midnight Rider             |                       |
| 1991 | Beastmaster 2: Through the Portal of Time | Teniente Coberly           |                       |
| 1993 | Simple Justice                            | Charles H. Houston         |                       |
| 1993 | Little Miss Millions                      | Agente Noah Hollander      |                       |
| 1995 | The Brady Bunch Movie                     | Mr. Steve Yeager           |                       |
| 1996 | Spirit Lost                               | Dr. Glidden                |                       |
| 1998 | El príncipe de Egipto                     | Capataz                    |                       |
| 1998 | 12 Bucks                                  | Slow                       |                       |
| 1999 | After Romeo                               |                            |                       |
| 1999 | Out in Fifty                              | Cappy                      |                       |
| 2001 | Dr. Dolittle 2                            | Eldon                      |                       |
| 2001 | Honeybee                                  | Larry Dukes                |                       |
| 2001 | Chasing Sunsets                           | Mr. Burken                 |                       |
| 2002 | Wheelmen                                  | Vicepresidente             |                       |
| 2004 | Hair Show                                 | Seymour Gold               |                       |
| 2004 | Raise Your Voice                          | Mr. Gantry                 |                       |
| 2005 | A Christmas Wish                          | Saint                      |                       |
| 2005 | The Third Wish                            | George                     |                       |
| 2005 | Lethal Eviction                           | Gus                        |                       |
| 2006 | Danika                                    | Vecino                     | Lanzada directo a DVD |
| 2006 | Think Tank                                | Tío John                   |                       |
| 2006 | Restraining Order                         | Juez Sanerson              |                       |
| 2007 | Divine Intervention                       | Reverendo Matthews         |                       |
| 2007 | Who's Your Caddy?                         | Caddy Mack                 |                       |
| 2014 | Wish I Was Here                           | Actor en la audición #2    |                       |

### Televisión
| Año        | Título                                                 | Rol                                  | Nota |
| ---------- | ------------------------------------------------------ | ------------------------------------ | --- |
| 2012       | Grey's Anatomy                                         | Sam                                  | Episodio: "One Step Too Far" |
| 2008       | Eli Stone                                              | Mason Andrews                        | Episodio: "Wake Me Up Before You Go-Go" |
| 2005-2007  | The Closer                                             | Dr. Crippen                          | |
| 2005       | Star Trek: Enterprise                                  | General K'Vagh                       | Episodio: "Affliction" Episodio: "Divergence" |
| 2005       | Living With Fran                                       | Mr. Bryant                           | Episodio: "Learning With Fran" |
| 2005       | My Wife and Kids                                       | Profesor Tillman                     | Episodio: "Study Buddy" |
| 2003-2004  | All of Us                                              | Lucas                                | Episodio: "I Saw Tia Kissing Santa Claus" Episodio: "Parent Just Don't Understand"                                                                          |
| 2004       | That's So Raven                                        | Presto Jones                         | Episodio: "Opportunity Shocks" |
| 2004       | Girlfriends                                            | Dr. Couch                            | Episodio: "Maybe Baby" |
| 2004       | NYPD Blue                                              | Steve Pines                          | Episodio: "Great Balls of Ire" |
| 2004       | Charmed                                                | Zola                                 | Episodio: "A Call to Arms" |
| 2004       | That '70s Show                                         | Agente Kennedy                       | Episodio: "Young Man Blues" Episodio: "A Legal Matter" Episodio: "Happy Jack"                                                                               |
| 2002-2003  | The Division                                           | Charles Haysbert                     | |
| 2001-2003  | Soul Food                                              | Walter Carter                        | Episodio: "Nice Work If You Can Get it" Episodio: "Life Lessons" Episodio: "This Must Be Love" Episodio: "All Together Alone"                               |
| 2003       | All About the Andersons                                | Roscoe                               | Episodio: "Flo's Dream" |
| 2003       | Crossing Jordan                                        | Dr. Erkhart                          | Episodio: "Conspiracy" |
| 2003       | Reba                                                   | Juez Samuel Bennett                  | Episodio: "The Feud" |
| 2000-2002  | Dharma & Greg                                          | Walter                               | Episodio: "Love, Honor & Olé!" Episodio: "Mission: Implausible"                                                                                             |
| 2002       | Nancy Drew                                             | Profesor Shifflin                    | Telefilm |
| 2002       | Judging Amy                                            | Mr. Ruff                             | Episodio: "Damage Control" |
| 2002       | Philly                                                 | Decano Mark Clivner                  | Episodio: "Here Comes the Judge" |
| 2001       | The Proud Family                                       | Crandall Smythe                      | Episodio: "Spelling Bee" |
| 2001       | The Legend of Tarzan                                   | Keewazi                              | Papel de voz Episodio: "Tarzan and the Poisoned River: Part 1" Episodio: "Tarzan and the Poisoned River: Part 2" Episodio: "Tarzan and the Eagle's Feather" |
| 2001       | Strong Medicine                                        | Harold Jenkins                       | Episodio: "Wednesday Night Fever" |
| 2001       | The Jamie Foxx Show                                    | Reverendo                            | Episodio: "Always and Forever" |
| 2001       | Epoch                                                  | Dr. Solomon Holt                     | Telefilm |
| 2000       | Two Guys, A Girl And A Pizza Place                     | Juez                                 | Episodio: "Rescue Me" |
| 2000       | CSI: Crime Scene Investigation                         | Preston Cash                         | Episodio: "Unfriendly Skies" |
| 2000       | One World                                              | William Richard                      | Episodio: "Guess Who's Coming to Dinner" |
| 2000       | Bull                                                   | Profesor Gilbert Granville           | Episodio: "What the Past Will Bring" |
| 1999       | Family Law                                             |                                      | Episodio: "Damages" |
| 1999       | Pepper Ann                                             | Mr. Clapper                          | Papel de voz Episodio: "One of the Guys" Episodio: "Unhappy Campers" Episodio: "The Finale"                                                                 |
| 1999       | For Your Love                                          | Reverendo Hicks                      | Episodio: "Mother Load" |
| 1999       | King’s Pawn                                            | Cecil                                | Telefilm |
| 1999       | Vengeance Unlimited                                    | Juez Christopher Washington          | Episode: "Legalese" |
| 1996, 1998 | In the House                                           | Mediador Sampson Stanton             | Episodio: "Love a One-Way Street" Episodio: "My Pest Friend's Wedding"                                                                                      |
| 1998       | The Wild Thornberrys                                   | Gorila                               | Papel de voz Episodio: "Valley Girls" |
| 1998       | The Advanced Guard                                     | Fred, guardia de seguridad cautivo   | Telefilm |
| 1998       | You Lucky Dog                                          | Calvin                               | Telefilm |
| 1997       | Extreme Ghostbusters                                   | Danny                                | Papel de voz Episodio: "Dry Spell" |
| 1994, 1996 | Duckman                                                |                                      | Solo voz Episodio: "It's the Thing of the Principal" Episodio: "The Road to Dendron"                                                                        |
| 1990-1996  | The Fresh Prince of Bel-Air                            | Philip Banks                         | Personaje principal |
| 1996       | Spider-Man                                             | War Machine/Jim Rhodes               | Papel de voz Episodio: "The Sins of the Fathers, Chapter XI: Carnage"                                                                                       |
| 1996       | Captain Simian & the Space Monkeys                     | Gor-illa                             | Papel de voz Episodio: "Splitzy's Choice" Episodio: "Invasion of the Banana Snatchers"                                                                      |
| 1996       | Gargoyles                                              | El chamán                            | Papel de voz Episodio: "Walkabout" |
| 1996       | Sparks                                                 | Alonzo Sparks                        | |
| 1994-1995  | Iron Man                                               | James R. "Rhodey" Rhodes             | Papel de voz |
| 1984-1995  | ABC Weekend Special                                    | Director                             | Episodio: "Jirimpimbira: An African Folk Tale" |
| 1995       | Murder One                                             | Juez Nathaniel Alexander             | Episodio: "Chapter Five" |
| 1987-1994  | Teenage Mutant Ninja Turtles                           | Shredder                             | |
| 1994       | A Friend to Die For                                    | Agente Gilwood                       | Telefilm |
| 1994       | Aladdin                                                | Haroud Hazi Bin                      | Papel de voz Episodio: "Air Feather Friends" |
| 1994       | Hart to Hart: Old Friends Never Die                    | Jugador de ajedrez                   | Telefilm |
| 1993       | Without Warning: Terror in the Towers                  | Fred Ferby                           | Telefilm |
| 1988-1992  | L.A. Law                                               | Juez Michael Conover                 | |
| 1992       | Roc                                                    | Dale Hammers                         | Episodio: "The Car Accident from Heaven" |
|            | The Legend of Prince Valiant                           | Papel de voz Sir Bryant              | |
| 1991       | Teenage Mutant Ninja Turtles: Planet of the Turtleoids | Shredder                             | Papel de voz Telefilm |
| 1990       | To My Daughter                                         |                                      | Telefilm |
| 1990       | Juzgado de guardia                                     | Juez Hopkins                         | Episodio: "Wedding Bell Blues (1)" |
| 1990       | Capital News                                           |                                      | Telefilm/Piloto de serie de televisión |
| 1987-1989  | Valerie                                                | Juez N. Keller                       | Episodeio: "Hogan vs. Hogan" Episodio: "License to Drive"                                                                                                   |
| 1986-1989  | Amén                                                   | Arnie Samples Reverendo Tom Crawford | Episodio: "Retreat, Heck!" Episodio: "The Minister's Wife" Episodio: "The Reverend Ernest Frye" Episodio: "The Last Supper" Episodio: "Thelma Says I Do"    |
| 1986, 1989 | The Real Ghost Busters                                 | Killerwatt                           | Papel de voz Episodio: "Killerwatt" Episodio: "Partners in Slime"                                                                                           |
| 1989       | Turn Back the Clock                                    | Fisioterapeuta                       | Telefilm |
| 1989       | A Different World                                      | The Pin Pusher                       | Episodio: "To Have and Have Not" |
| 1989       | FM                                                     | Quentin Lamoreaux                    | |
| 1989       | Roe vs. Wade                                           |                                      | Telefilm |
| 1989       | Full Exposure: The Sex Tapes Scandal                   | Earl                                 | Telefilm |
| 1988       | 227                                                    | Jo-Jo                                | Episodio: "My Aching Back" |
| 1988       | Beauty and the Beast                                   | Winslow                              | Episodio: "Shades of Grey" Episodio: "The Alchemist" Episodio: "Fever" Episodio: "To Reign in Hell"                                                         |
| 1988       | Dallas                                                 | Juez Fowler                          | Episodio: "Malice in Dallas" |
| 1987       | Jake and the Fatman                                    |                                      | Episodio: "Fatal Attraction" |
| 1987       | Timestalkers                                           | Blacksmith                           | Telefilm |
| 1986       | Sunday Drive                                           | Oliver                               | Telefilm |
| 1986       | Cóndor                                                 | Cas                                  | Telefilm |
| 1986       | Samaritan: The Mitch Snyder Story                      | Hank Dudney                          | Telefilm |
| 1986       | Rambo and the Forces of Freedom                        | Turbo                                | Papel de voz |
| 1986       | Amazing Stories                                        | Jefe Hanson                          | Papel de voz Episodio: "Hell Toupee" |
| 1985       | Moonlighting                                           | Reuben King                          | Episodio: "Twas the Episode Before Christmas" |
| 1985       | The A-Team                                             |                                      | Episodio: "The Heart of Rock N' Roll" |
| 1985       | Hulk Hogan's Rock 'n' Wrestling                        | The Junkyard Dog                     | Papel de voz |
| 1985       | Scarecrow and Mrs. King                                | Nabuti                               | Episodio: "Murder Between Friends" |
| 1985       | Space                                                  | Jean-Marie                           | Miniserie |
| 1985       | Kicks                                                  | Stanley                              | Telefilm |
| 1985       | Cagney & Lacey                                         |                                      | Episodio: "Who Says It's Fair (1)" |
| 1985       | Street Hawk                                            | Concejal Waters                      | Episodio: "Street Hawk (pilot)" |
| 1983, 1984 | Simon & Simon                                          | Huey, Roy                            | Episodio: "Red Dog Blues" Episodio: "Harm's Way" |
| 1984       | The Dukes of Hazzard                                   | Charlie                              | Episodio: "Cool Hands, Luke & Bo" |
| 1984       | Fist of the North Star                                 | Fang                                 | Papel de voz |
| 1984       | Webster                                                | Juez                                 | Episodio: "Webster Long (2)" |
| 1984       | Going Bananas                                          | Hank                                 | |
| 1984       | Hardcastle and McCormick                               |                                      | Episodio: "Scared Stiff" |
| 1984       | Legmen                                                 | Sin cuello                           | Episodio: "I Shall Be Re-Released" |
| 1984       | Hill Street Blues                                      | Tolliver                             | Episodio: "Ratman and Bobbin" Episodio: "Nichols from Heaven" Episodio: "Fuchs Me? Fuchs You!"                                                              |
| 1983       | The Jeffersons                                         | Coleman                              | Episodio: "Father Christmas" |
| 1983       | Newhart                                                | Trabajador de la construcción        | Episodio: "Heaven Knows Mr. Utley" |
| 1983       | Tales of the Gold Monkey                               | Gabriel                              | Episodio: "God Save the Queen" |
| 1983       | Antony and Cleopatra                                   | Mardian                              | |